# Marcos González
Marcos Andrés González Salazar (Rio de Janeiro, 9 de junho de 1980) é um ex-futebolista brasileiro, naturalizado chileno que atuava como zagueiro.

## Carreira
Nascido no Rio de Janeiro, González, ficou apenas dois anos na cidade antes de se mudar para o Chile junto com os pais. Lá, acabou se naturalizando.
Começou sua carreira profissional em 1999, na Universidad de Chile, em 2002, foi emprestado ao Rangers por ano, voltando em 2003 para a Universidad de Chile.
Depois foi para o Colón da Argentina, em 2004. Após um ano voltou ao Chile, para o Palestino, ficando apenas um ano e acertando em 2006 com o Columbus Crew da MLS dos Estados Unidos.
Após duas temporadas nos Estados Unidos, voltou novamente para o Chile, acertando com a Universidad Católica, onde foi campeão em 2010 do Campeonato Chileno.
Em 16 de fevereiro de 2011 deixou a Universidad Católica para acertar com a Universidad de Chile. Em sua volta, foi campeão do Campeonato Chileno Apertura e Clausura e da Copa Sul-Americana de 2011 e ganhou notoriedade com as boas campanhas do time em torneios sul-americanos. Foi eleito pelo jornal "El País", do Uruguai, o 10º melhor jogador do continente na temporada. Ele foi o primeiro zagueiro a aparecer na lista, sendo assim, automaticamente, o melhor em sua posição na tradicional escolha do periódico uruguaio que consagrou Neymar como melhor das Américas naquele ano.

### Flamengo
Em 2012, foi contratado pelo Flamengo por cerca de um milhão de dólares (cerca de R$ 1,75 milhões) para a vaga de Alex Silva, que tinha sido emprestado para o Cruzeiro. Desde a sua estreia, González foi sendo comparado ao ex jogador e ídolo do Flamengo, Fábio Luciano, pelas suas seguras exibições.
Após perder espaço no time Rubro-Negro, González rescindiu seu contrato com o Flamengo que ia até o fim de 2014. O zagueiro embarcou para o Chile em busca de um novo time.

### Unión Española
Após ter rescindido seu contrato com o Flamengo, González assinou com a Unión Española para a disputa das oitavas-de-final da Copa Libertadores.

## Seleção Chilena
González foi constantemente convocado para a Seleção Chilena pelo treinador Juvenal Olmos entre os anos de 2002 a 2003. Voltou a ser convocado regulamente a partir de 2011.
Em 24 de abril 2013, num amistoso contra a Seleção brasileira, realizado no Mineirão, González fez seu primeiro gol pela seleção chilena.

## Estatísticas
Até 4 de novembro de 2013.

### Clubes
| Clube                | Temporada         | Campeonato nacional | Campeonato nacional | Campeonato nacional | Copa nacional[a] | Copa nacional[a] | Copa nacional[a] | Competições continentais[b] | Competições continentais[b] | Competições continentais[b] | Outros torneios[c] | Outros torneios[c] | Outros torneios[c] | Total | Total | Total   |
| Clube                | Temporada         | Jogos               | Gols                | Assist.             | Jogos            | Gols             | Assist.          | Jogos                       | Gols                        | Assist.                     | Jogos              | Gols               | Assist.            | Jogos | Gols  | Assist. |
| -------------------- | ----------------- | ------------------- | ------------------- | ------------------- | ---------------- | ---------------- | ---------------- | --------------------------- | --------------------------- | --------------------------- | ------------------ | ------------------ | ------------------ | ----- | ----- | ------- |
| Universidad de Chile | 2011              | 19                  | 1                   | 0                   | 9                | 0                | 0                | 11                          | 0                           | 0                           | —                  | —                  | —                  | 39    | 1     | 0       |
| Universidad de Chile | Total             | 19                  | 1                   | 0                   | 9                | 0                | 0                | 11                          | 0                           | 0                           | 0                  | 0                  | 0                  | 39    | 1     | 0       |
| Flamengo             | 2012              | 26                  | 2                   | 0                   | —                | —                | —                | 5                           | 0                           | 0                           | 6                  | 0                  | 0                  | 37    | 2     | 0       |
| Flamengo             | 2013              | 17                  | 0                   | 0                   | 6                | 0                | 0                | 0                           | 0                           | 0                           | 10                 | 0                  | 0                  | 33    | 0     | 0       |
| Flamengo             | 2014              | 0                   | 0                   | 0                   | 0                | 0                | 0                | 0                           | 0                           | 0                           | 1                  | 0                  | 0                  | 1     | 0     | 0       |
| Flamengo             | Total             | 43                  | 2                   | 0                   | 6                | 0                | 0                | 5                           | 0                           | 0                           | 16                 | 0                  | 0                  | 71    | 2     | 0       |
| Total na carreira    | Total na carreira | 62                  | 3                   | 0                   | 15               | 0                | 0                | 16                          | 0                           | 0                           | 17                 | 0                  | 0                  | 110   | 3     | 0       |

- a. ^ Jogos da Copa Chile
- b. ^ Jogos da Copa Sul-Americana e Copa Libertadores
- c. ^ Jogos do Campeonato Carioca

### Seleção Chilena

#### Seleção principal
| Ano   |       |      |
| Ano   | Jogos | Gols |
| ----- | ----- | ---- |
| 2002  | 1     | 0    |
| 2003  | 4     | 0    |
| 2004  | 0     | 0    |
| 2005  | 0     | 0    |
| 2006  | 0     | 0    |
| 2007  | 0     | 0    |
| 2008  | 0     | 0    |
| 2009  | 0     | 0    |
| 2010  | 0     | 0    |
| 2011  | 4     | 0    |
| 2012  | 6     | 0    |
| 2013  | 11    | 2    |
| 2014  | 1     | 0    |
| Total | 27    | 2    |

|    | Data                  | Local                  | Adversário | Placar | Resultado | Competição                             |
| -- | --------------------- | ---------------------- | ---------- | ------ | --------- | -------------------------------------- |
| 1. | 25 de abril de 2013   | Belo Horizonte, Brasil | Brasil     | 2–2    | Empate    | Jogo amistoso                          |
| 2. | 6 de setembro de 2013 | Santiago, Chile        | Venezuela  | 3–0    | Vitória   | Eliminatórias da Copa do Mundo de 2014 |

## Títulos
Universidad de Chile
- Campeonato Chileno (4): 1999, 2000, 2011 (Apertura), 2011 (Clausura)
- Copa Chile: 2000
- Copa Sul-Americana: 2011

Universidad Católica
- Campeonato Chileno: 2010
- Taça Bicentenario: 2010
- Torneio Noche Rojas (Calera): 2010
- Torneio Fútbol Por Chile: 2010
- Medalha Abertura Copa Chile: 2010
- Camisa em Cápsula do Bicentenario: 2010
- Copa Noche del Campeón: 2011

Flamengo
- Troféu 125 anos de Uberlândia: 2013
- Copa do Brasil: 2013
- Taça Guanabara: 2014

### Prêmios Individuais
- Selecionado para a Equipe Ideal do "El Gráfico Chile": 2009,[9] 2011[9]
- Selecionado para a Equipe Ideal da ANFP: 2011[10]
- Selecionado para a Equipe Ideal das Américas: 2011[11]